# Imposizione delle mani

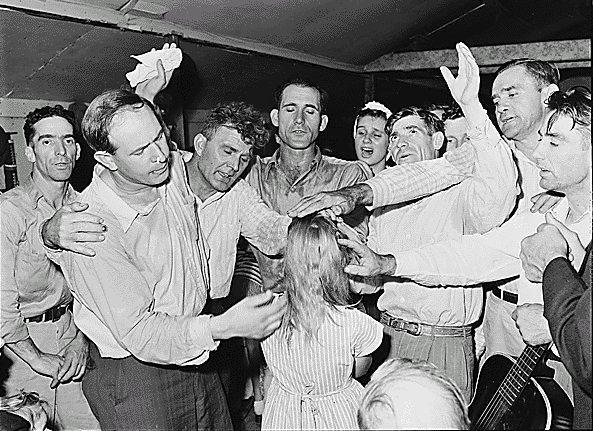
Una cerimonia di imposizione delle mani alla Chiesa Pentecostale di Dio di Lejunior, Kentucky, nel 1946

L'imposizione delle mani è una pratica religiosa, spirituale o magica che è possibile trovare in tutto il mondo in varie forme.
I significati attribuiti sono vari, ma sostanzialmente si possono ricondurre a tre valori:
- benedizione
- guarigione
- conferimento di autorità

## Cultura cristiana
Nelle chiese cristiane, questa pratica è usata come metodo sia simbolico che formale di invocazione dello Spirito Santo durante battesimi, funzioni religiose, ordinazione di sacerdoti, presbiteri, diaconi, ministri e altri chierici, insieme a svariati sacramenti e cerimonie religiose.
In un contesto più ampio, la tradizione cristiana di imposizione delle mani affonda le sue radici nelle credenze e nelle pratiche giudaiche. In tempi biblici l'imposizione delle mani era un atto che conferiva autorità o una benedizione. Con arguzia, Giacobbe benedisse suo nipote Efraim in questo modo, e Gesù impose le sue mani sui bambini per benedirli e sugli ammalati per guarirli. Ancora, il Sommo Sacerdote Aronne imponeva le mani sulla testa del capro espiatorio nel Giorno dell'Espiazione, la cui conseguenza era il trasferimento dei peccati dal popolo di Israele al capro (Levitico 16:21). Infine, nell'Antico Testamento i sacerdoti erano ordinati con un'imposizione delle mani.
Nel Nuovo Testamento l'imposizione delle mani era associata al cosiddetto "ricevimento dello Spirito Santo" (vedi Atti 8:14-19). Inizialmente, gli Apostoli imponevano le mani sia sui nuovi credenti sia su coloro che dovevano rendere un particolare servizio (vedi Atti 6:5). Agli albori della chiesa cristiana, la pratica era utilizzata anche per consacrare cerimonie e usata in una grande varietà di cerimonie ecclesiastiche, come la cerimonia della Confermazione, dove un vescovo, un sacerdote o un "ministro di Dio" imponeva le mani sul confermando e pregava per lui affinché ricevesse lo Spirito Santo. Anche molte altre chiese imponevano le mani sulle persone a cui commissionavano un particolare compito, come i missionari o per il servizio pastorale.
Nella sua forma "curativa", l'imposizione delle mani è basata su precedenti episodi biblici di Gesù. Questa è una popolare cerimonia gesuita nella quale la preghiera per il perdono è considerata il preludio alla successiva purificazione del proprio spirito, per creare un'unione con lo Spirito Santo; sia nella fede cristiana che in quella non cristiana i guaritori imporranno le mani sulla gente nel momento in cui pregheranno per la guarigione, e spesso il nome di Gesù è invocato come agente spirituale attraverso la quale si crede possa essere ottenuta la guarigione dei disturbi fisici.

### Re taumaturghi
L'imposizione delle mani, conosciuta come "tocco divino", era fatta dai re detti taumaturghi in Inghilterra e Francia, e si credeva curasse le scrofole, il nome dato ad un certo numero di malattie della pelle.
Sebbene le leggende vogliano che taumaturghi fossero già i merovingi (la prima dinastia a capo del regno dei Franchi), le prime fonti certe, inerenti alla capacità guaritrice del re, riguardano un capetingio, il figlio di Ugo Capeto e suo successore Roberto II il Pio (972-1031). Questi risulta, per primo, attestato come guaritore delle scrofole, titolo ereditato dai suoi successori, fino a Carlo X (1757-1836).
Il nipote di Roberto era il normanno Guglielmo I d'Inghilterra, detto anche il Conquistatore. È grazie a questo legame parentale che i re inglesi si sono, per lungo tempo, attribuiti la stessa taumaturgia, rivendicando la discendenza diretta dai sovrani del continente, e, quindi, il loro diritto sulle terre di Francia.

Il primo re inglese ad attribuirsi questa facoltà fu Enrico I Beauclerc, e l'ultimo Anna Stuarda (6 febbraio 1665 - 1º agosto 1714).
Se per i re germanici, tra cui i Merovingi, le facoltà sovrannaturali di sovrano erano trasmesse per via ereditaria, e tutto il casato le possedeva, il tocco taumaturgico dei santissimi sovrani francesi e inglesi viene dato direttamente da Dio attraverso il Papa, col sacramento dell'unzione col sacro crisma.

## Pratiche terapeutiche
L'imposizione delle mani ha avuto un ruolo "curativo" nelle credenze prescientifiche di molte culture. Le origini sono più che altro di stampo magico. Non si conosce il periodo esatto di nascita di queste pratiche, né i luoghi in cui essa ha avuto inizio.
Sono citate da alcuni papiri egizi nei quali si accenna a guaritori in grado di arrestare le emorragie con la sola imposizione delle mani. Pratiche simili possono essere trovate in epoca romana e nella cultura giapponese.
Lungo il corso della storia, le pratiche di imposizione delle mani sono state messe in relazione con guaritori popolari ai quali si attribuivano facoltà curative. A partire dal XVII secolo queste pratiche suscitano maggior interesse negli studiosi dell'epoca, che per spiegare alcune guarigioni alle quali non riuscivano a dar motivazione formulano teorie in cui si postula l'esistenza di "flussi di energia" non meglio precisati, ma identificati come artefici delle guarigioni stesse.
Uno dei tentativi più noti in questo senso fu compiuto da Franz Anton Mesmer, le cui teorie sul magnetismo animale avrebbero avuto ampia eco in tutta Europa nel secolo successivo. Mesmer teorizzò che tutte le cose presenti nell'universo, e perciò anche l'uomo, fossero attraversate da un flusso invisibile di "corrente magnetica". La buona salute dipenderebbe dall'equilibrio tra il "fluido interno" all'individuo e quello "esterno", o dall'armonia tra la "forza vitale individuale" e quella "universale" ed elaborò un metodo curativo che fu chiamato mesmerismo. Col tempo lo stesso Mesmer si rese conto che i propri successi come guaritore erano dovuti non tanto al benefico effetto delle sue terapie, quanto alle sue capacità di suggestione sulla mente dei pazienti.
In tempi recenti le teorie di Mesmer sul magnetismo animale sono state oggetto di recupero da parte di alcuni movimenti spirituali, come per esempio la pranoterapia in Italia e il tocco terapeutico in America settentrionale che, in modo indipendente l'uno dall'altro, hanno proposto negli anni 1970 pratiche di medicina alternativa basate sulla semplice imposizione delle mani; il tocco terapeutico, in particolare, è utilizzato come medicina complementare in ospedali degli Stati Uniti d'America, del Canada e dei Paesi Bassi senza che però ci sia alcun risultato evidente di qualche efficacia.
Di diversa origine è la pratica del reiki: secondo la tradizione, il monaco giapponese Mikao Usui ricevette i fondamenti di questa pratica tramite una rivelazione ricevuta alla fine del XIX secolo. Anche questa pratica spirituale si basa sull'imposizione delle mani ed è ancora oggi utilizzata anche per presunti scopi terapeutici che però non hanno alcun riscontro evidente di qualche efficacia.

## Nei giochi di ruolo e nei videogiochi
Nei videogiochi, nei giochi di ruolo pen and paper (cioè giocati utilizzando solo carta, matita e dadi) ecc. di genere fantasy, il termine è generalmente utilizzato per definire una qualche forma di potere curativo o Incantesimo, usata dai paladini, nella maggior parte dei casi. Nel MMORPG World of Warcraft, questa capacità è usata da un Paladino per curare un bersaglio amico per un ammontare pari alla salute massima del Paladino, al costo del 100% del proprio mana. In Dungeons & Dragons, questa capacità speciale consente al Paladino di curare un certo numero di punti ferita, ma è vista come un "privilegio di classe", ed ha una regola che ne limita l'uso ad un "uso giornaliero", a seconda di quanto è potente il personaggio.